# IC 3710
IC 3710 ist eine leuchtschwache, irreguläre Zwerggalaxie vom Hubble-Typ ImIV im Sternbild Jungfrau auf der Ekliptik. Sie ist schätzungsweise 43 Millionen Lichtjahre von der Milchstraße entfernt und hat einen Durchmesser von 15.000 Lichtjahren. Unter der Katalognummer VCC 1992 ist sie als Mitglied des Virgo-Galaxienhaufens aufgeführt.
Im selben Himmelsareal befinden sich u. a. die Galaxien NGC 4640, NGC 4641, IC 3718, IC 3720.
Das Objekt wurde am 10. Mai 1904 von Royal Harwood Frost entdeckt.